# Armagh GAA
L'Armagh County Board, più conosciuto come Armagh GAA, è uno dei 32 county board irlandesi responsabile della promozione degli sport gaelici nella contea di Armagh e dell'organizzazione dei match della propria rappresentativa (Armagh GAA è usato anche per indicare le franchigie degli sport gaelici della contea) con altre contee. Fu fondato alla fine del secolo XIX.

## Calcio gaelico

### Storia
La squadra a livello di calcio gaelico ha una grande tradizione che risale fino al XVIII secolo, quando nel 1890 divenne la seconda a vincere l'Ulster Senior Football Championship. Nonostante trionfi nazionali a livello giovani, e il raggiungimento dell'All-Ireland final nel 1953 e nel 1977, bisognò attendere il 2002 per vedere Armagh conquistare l'All-Ireland Senior Football Championship. L'anno seguente il team era vicino a conseguire il secondo titolo di fila, cosa che non avveniva da parecchio, ma fu battuta in finale dai rivali e confinanti giocatori di Tyrone. Dopo il 2003 la franchigia ha vinto tre titoli provinciali e due National Football League.

### Trionfi
All-Ireland Senior Football Championships: 1
| Anno | Squadra | Punteggio              |
| ---- | --- | ---------------------- |
| 2002 | B Tierney, E McNulty, J McNulty, F Bellew, A O'Rourke, K McGeeney, A McCann, McGrane, J Toal, P McKeever, J McEntee, O McConville, S McDonnell, R Clarke, D Marsden. Subs: B O'Hagan for McEntee, T McEntee for McKeever. | Armagh 1-12 Kerry 0-14 |

(Finalisti nel 1953, 1977, 2003)
All-Ireland Under-21 Football Championships: 1
| Anno | Squadra | Punteggio             |
| ---- | --- | --------------------- |
| 2004 | G Wilson, G Smyth, F Moriarty, A Mallon, A Kernan, C McKeever, B McDonald, M Mackin, G Swift, G Loughran, S Kernan, P Toal, M McNamee, R Austin, B Mallon. Subs - P Duffy, B Toner, J Murtagh, M Moore, S O'Neill. | Armagh 2-08 Mayo 1-09 |

All-Ireland Minor Football Championships: 2
| Anno | Squadra | Punteggio              |
| ---- | --- | ---------------------- |
| 1949 | L McCorry, E McCann, J Brattan, J McKnight, F Kernan, B O'Neill, T McConville, E Mee, S Collins, T Connolly, S Blaney, J Cunningham, S Smith, PJ McKeever, B McGrane. Sub - M McKnight for S Collins. | Armagh 1-07 Kerry 1-05 |

| Anno | Squadra | Punteggio             |
| ---- | --- | --------------------- |
| 2009 | S O'Reilly, K Downey, R Finegan, K Nugent, D McKenna, N Rowland, J Morgan, P Carragher (0-1), J Donnelly, R Grugan (0-1, 0-1f), A Murnin (0-1), C King, R Tasker (0-3), E McVerry (0-3, 0-1f), G McParland. Sub - C McCafferty for R Finnegan '53, T McAlinden (0-1) for E McVerry '54. | Armagh 0-10 Mayo 0-07 |

All-Ireland Junior Football Championships: 1
| Anno | Squadra | Punteggio               |
| ---- | --- | ----------------------- |
| 1926 | C Morgan, H Cumiskey, Gene Hanratty, J Vallely, Joe Harney, J Maguire, Owen Connolly, J Corrigan, F McAvinchey, F Toner, P Fearon, J Kernan, H Arthurs, J Donaghy, J McCusker. Sub - J McEntee for F McAvinchey. | Armagh 4-11 Dublin 0-04 |

- National Football Leagues: 1
  - 2005
- Ulster Senior Football Championships: 14
  - 1890, 1902, 1950, 1953, 1977, 1980, 1982, 1999, 2000, 2002, 2004, 2005, 2006, 2008
- Ulster Under-21 Football Championships: 3
  - 1998, 2004, 2007
- Ulster Minor Football Championships: 11
  - 1930, 1949, 1951, 1953, 1954, 1957, 1961, 1968, 1992, 1994, 2005, 2009
- Ulster Junior Football Championships: 6
  - 1925, 1926, 1935, 1948, 1951, 1985
- Dr. McKenna Cup Championships: 9
  - 1929, 1931, 1938, 1939, 1949, 1950, 1986, 1990, 1994
- Dr Lagan Cups:
  - 1954, 1955, 1956

## Hurling
Come in molti territori al di fuori del Munster l'hurling è uno sport di secondo piano, che tuttavia visti i migliori risultati recenti della franchigia ha acquisito maggior successo, tanto da essere promossa alla division 2 della NHL. Oltretutto è rientrata nel giro dell'Ulster Senior Hurling Championship per la prima volta in 60 anni.

### Trionfi
- Nicky Rackard Cups: 1
  - 2010
- All-Ireland Senior Hurling Championships: Nessuno
- All-Ireland Under-21 Hurling Championships: Nessuno
- All-Ireland Minor Hurling Championships: Nessuno
- All-Ireland Junior Hurling Championships: 3
  - 1978, 1979, 2000
- National Hurling Leagues: 1
  - Division 3 Champions 2006
- Ulster Senior Hurling Championships: Nessuno
- Ulster Under-21 Hurling Championships: Nessuno
- Ulster Minor Hurling Championships: 1
  - 1975
- Ulster Junior Hurling Championships: 6
  - 1949, 1965, 1973, 1990, 1991, 2000